# 最重要的小事
《最重要的小事》（英語：A Million Little Things，又譯作《百萬件小事》、《繁文瑣事》）是一部由DJ Nash開創，於2018年9月26日在ABC開播的美国家庭劇電視劇。
2019年2月5日，本劇獲ABC第2季續訂。
2021年5月，獲第四季續訂。

## 演員和角色
- 斯蒂芬妮·索斯塔克（英语：Stéphanie Szostak） 飾演 大利拉·迪克森
- 大衛·君圖力 飾演 艾迪·薩維爾
- 朴敏慶 飾演 凱瑟琳·金
- 羅曼·馬爾科（英语：Romany Malco） 飾演 羅馬·霍華德
- 克里斯蒂娜·摩西（英语：Christina Moses） 飾演 芮吉娜·霍華德
- 詹姆斯·羅德 飾演 加里·門德茲
- 艾莉森·米勒（英语：Allison Miller） 飾演 瑪吉·布魯姆
- 克里斯蒂娜·奧喬亞（英语：Christina Ochoa） 飾演 阿什利·莫拉萊斯
- 麗茲·葛林（英语：Lizzy Greene） 飾演 索菲·迪克森
- 特里斯坦·拜恩 飾演 西奧·薩維爾